# Metazygia redfordi
Espèce
Metazygia redfordi est une espèce d'araignées aranéomorphes de la famille des Araneidae.

## Distribution
Cette espèce est endémique du Goiás au Brésil,.

## Description
La femelle holotype mesure 7,5 mm.

## Étymologie
Cette espèce est nommée en l'honneur de Kent Hubbard Redford.

## Publication originale
- Levi, 1995 : The Neotropical orb-weaver genus Metazygia (Araneae: Araneidae). Bulletin of the Museum of Comparative Zoology, vol. 154, no 2, p. 63-151 (texte intégral).